# Utricularia regia
Utricularia regia är en tätörtsväxtart som beskrevs av Zamudio och Olvera. Utricularia regia ingår i släktet bläddror, och familjen tätörtsväxter. Inga underarter finns listade i Catalogue of Life.